# Département de Loventué
Le département de Loventué est une des 22 subdivisions de la province de La Pampa, en Argentine. Son chef-lieu est la ville de Victorica.
Le département a une superficie de 9 235 km2. Sa population était de 8 849 habitants au recensement de 2001 (source : INDEC).

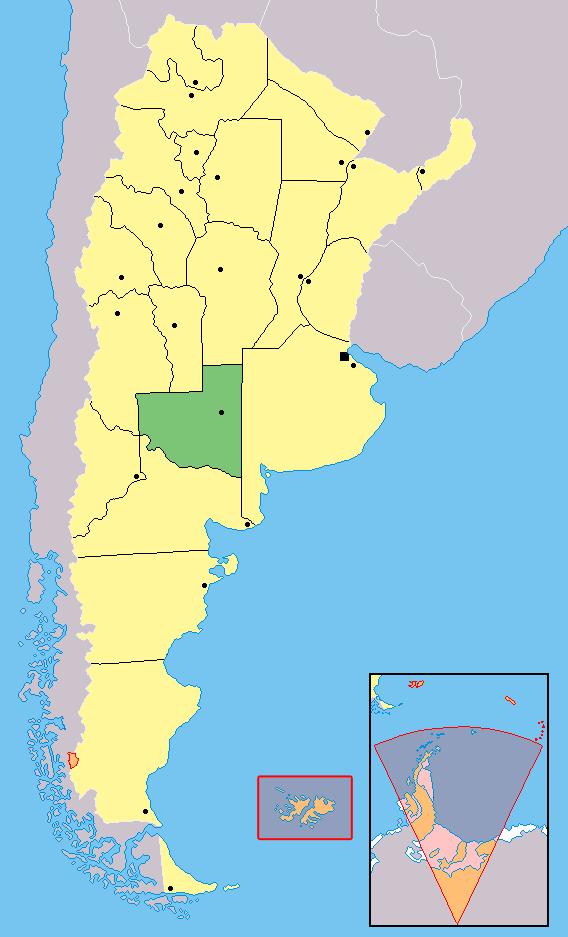
Localisation de la province de La Pampa en Argentine.

## Villes et localités
- Loventuel
- Luan Toro
- Telén
- Victorica, chef-lieu